# Sévis
Sévis är en kommun i departementet Seine-Maritime i regionen Normandie i norra Frankrike. Kommunen ligger i kantonen Bellencombre som tillhör arrondissementet Dieppe. År 2018 hade Sévis 398 invånare.

## Befolkningsutveckling
Antalet invånare i kommunen Sévis
| Referens: INSEE |